# Johann Heinrich Kipp
Johann Heinrich Kipp (* 1. Februar 1771 in Lübeck; † 11. Oktober 1833 ebenda) war ein deutscher Jurist und Bürgermeister der Hansestadt Lübeck.

## Leben
Kipp war Sohn des Lübecker Kaufmanns und späteren Ausrufers Matthias Eberhard Kipp (1742–1792) und seiner Frau Catharina, geb. Hasentien, einer Schwester des Juristen Daniel Heinrich Hasentien. Der Ratsherr Eberhard Jakob Kipp war sein Großvater. Er studierte, unterstützt durch das Paulische Familienstipendium, Rechtswissenschaften an der Universität Jena und wurde zum Dr. jur. promoviert. Während seines Studiums wurde er Mitglied im Harmonistenorden. Seine Studentenzeit ist dokumentiert in seinem erhaltenen Briefwechsel mit der romantischen Dichterin Sophie Mereau, mit der er 1794/1795 als Student eine einjährige Liebesbeziehung hatte. Sie war zu dieser Zeit (1793–1801) Ehefrau des Jenenser Bibliothekars und Rechtslehrers Friedrich Ernst Carl Mereau. Kipp flüchtete wegen Geldsorgen 1795 aus Jena. Während der Lübecker Franzosenzeit wurde Kipp 1811 Richter am französischen Tribunal in Lübeck. 1820 wurde er in den Rat der Stadt erwählt; der Subrektor des Katharineums Heinrich Kunhardt widmete ihm zur Amtseinführung eine Gelegenheitsschrift. Er wirkte als Mitglied des Finanzdepartements und in der Zentralarmendeputation (1822–1832). Er war von 1823 bis 1832 Erster Archivherr der Stadt. 1833 wurde er zum Lübecker Bürgermeister bestimmt und verstarb im ersten Amtsjahr.

## Schriften
- Dissertatio Inavgvralis De Donatione Inter Virvm Et Vxorem Secvndvm Statvta Lvbecensivm Sine Liberorvm Consensv Invalida, Ienae, Fiedler, [1795]
- Dem Andenken Seiner Magnificenz des Herrn Jürgen Blohm, Bürgermeisters der Reichsstadt Lübeck gewidmet, 1798